# Równe (stacja kolejowa)
Równe – stacja kolejowa w Równem, w obwodzie rówieńskim, na Ukrainie. Znajdują się tu 3 perony.